# Meganoton subalba
Meganoton subalba är en fjärilsart som beskrevs av Clark 1923. Meganoton subalba ingår i släktet Meganoton och familjen svärmare. Inga underarter finns listade i Catalogue of Life.